# Жмеринский район
Жме́ринский райо́н (укр. Жмеринський район) — административная единица на западе Винницкой области Украины. Административный центр — город Жмеринка.

## География
Площадь — 3136 км².
Основные реки — Южный Буг, Краснянка, Думка, Ров.

## История
28 ноября 1957 года к Жмеринскому району была присоединена часть территории упразднённого Станиславчикского района, а 10 сентября 1959 года — часть территории упразднённого Копайгородского района.
17 июля 2020 года в результате административно-территориальной реформы район был укрупнён, в его состав вошли территории:
- Жмеринского района (кроме её восточной части: Демидовский сельсовет передан в Винницкий район Гниваньской городской общине[6]),
- Барского района,
- Шаргородского района,
- а также города областного значения Жмеринка.

## Население
Численность населения района в укрупнённых границах — 165,8 тыс. человек.
Численность населения района в границах до 17 июля 2020 года по состоянию на 1 января 2020 года — 32 552 человека, из них городского населения — 4 515 человек (пгт Браилов), сельского — 28 037 человек.

## Административное устройство
Район в укрупнённых границах с 17 июля 2020 года делится на 8 территориальных общин (громад), в том числе 3 городские, 1 поселковую и 4 сельские общины (в скобках — их административные центры):
- Городские:
  - Жмеринская городская община (город Жмеринка),
  - Барская городская община (город Бар),
  - Шаргородская городская община (город Шаргород);
- Поселковые:
  - Копайгородcкая поселковая община (пгт Копайгород);
- Сельские:
  - Джуринская сельская община (село Джурин),
  - Мурафская сельская община (село Мурафа),
  - Севериновская сельская община (село Севериновка),
  - Станиславчикская сельская община (село Станиславчик).

### История деления района
Количество местных советов (рад) в старых границах района до 17 июля 2020 года:
- городских — 0
- поселковых — 1
- сельских — 27

Количество населённых пунктов в старых границах района до 17 июля 2020 года:
- городов районного значения — 0
- посёлков городского типа — 1 (Браилов)
- сёл — 58
- посёлков сельского типа — 10

Всего — 69 населённых пунктов.

## Достопримечательности
- Царский ж/д вокзал.
- Костёл Святого Алексея.
- Музей Чайковского (усадьба фон Мекк).
- Жмеринский исторический музей.